# Interleukin 1
Interleukin 1 (IL-1) är ett cytokin. Det finns ett antal olika sådana signaleringsämnen. De utsöndras främst från polymorfonukleära granulocyter och makrofager och medierar på så vis immunförsvarets funktioner. Det är också, tillsammans med interleukin 6 (IL-6) och TNF-α, ett feberinducerande ämne.
Interleukin-1β är förhöjd vid hjärtsvikt. En teori är att detta kan förklara träningsintoleransen som förekommer då.